# Maverick (film)
A Maverick (eredeti cím: Maverick) 1994-ben bemutatott western-vígjáték Richard Donner rendezésében, Mel Gibson, Jodie Foster és James Garner főszereplésével. A film az azonos című, 1957-es tévésorozaton alapul.

## Történet
|  | Alább a cselekmény részletei következnek! |

A film kezdetén a főhős, Bret Maverick (Mel Gibson) egy ló hátán ül hátul összekötött csuklókkal, és éppen arra vár, hogy Oli nevű lova elrohanjon a mellédobott csörgőkígyók látványától és főhősünk ott maradjon egy faág és nyakára akasztott kötél nem túl kellemes társaságában.
Ezután a lineáris idősík megbomlik, és néhány nappal azelőtti cselekményeket kezdi elmesélni Bret. A történet fő vonala az, hogy Bret el akar jutni az ötlapos pókerbajnokságig, hogy fél millió dollárt nyerjen és mellette be akarja bizonyítani egyszer és mindenkorra, hogy ő a Legjobb. A 25.000 dolláros nevezési díjhoz szüksége van 3000 dollárra, amit különböző furmányos módokon próbál megszerezni, és az eközben "bekövetkező" jellem- és helyzetkomikumok felejthetetlenné teszik a filmet a vígjátékot nemigen kedvelők számára is. 
|  | Itt a vége a cselekmény részletezésének! |

## Szereplők
| Szerep                | Színész        | Magyar hang      |
| --------------------- | -------------- | ---------------- |
| Bret Maverick         | Mel Gibson     | Dörner György    |
| Annabelle Bransford   | Jodie Foster   | Györgyi Anna     |
| Zane Cooper békebíró  | James Garner   | Szokolay Ottó    |
| Joseph                | Graham Greene  | Cs. Németh Lajos |
| Angel                 | Alfred Molina  | Csuja Imre       |
| Duvall parancsnok     | James Coburn   | Makay Sándor     |
| Johnny Hardin         | Max Perlich    | R. Kárpáti Péter |
| Eugene, bankos        | Geoffrey Lewis | Uri István       |
| Bankrabló             | Danny Glover   | Horányi László   |
| Twitchy, pókerjátékos | Dan Hedaya     |                  |
| Herceg                | Paul L. Smith  | Verebély Iván    |